# Erwin J. Haeberle

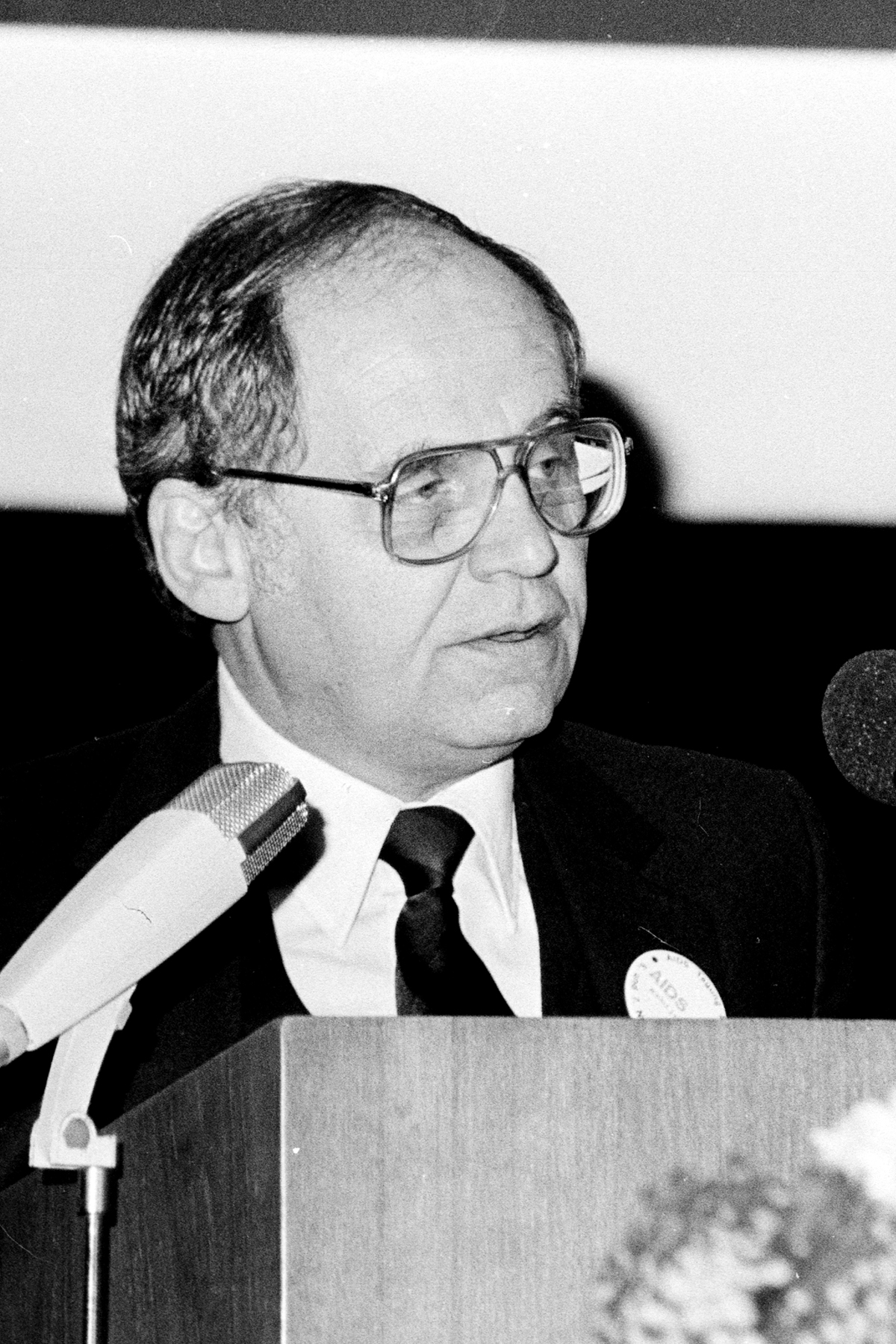
Erwin J. Haeberle (1986)

Erwin J. Haeberle (* 30. März 1936 in Dortmund; † 1. Oktober 2021) war ein deutscher Sexualwissenschaftler.

## Leben
Erwin J. Haeberle studierte in Köln, Freiburg, Glasgow, an der Cornell University in Ithaca und in Heidelberg. In Heidelberg promovierte er 1966 in Amerikanistik. 1966 bis 1968 und 1970 bis 1971 war er Research Fellow in American Studies an der Yale University sowie 1968 bis 1969 und 1971 bis 1972 Research Fellow in Japanese and Korean Studies an der UC Berkeley.
In San Francisco erfolgte 1977 eine weitere Promotion in Sexualwissenschaft. Anschließend erfolgte die Ernennung zum Full Professor am Institute for Advanced Study of Human Sexuality in San Francisco 1983/84 war Haeberle Gastprofessor an der Medizinischen Fakultät der Universität Kiel, 1984 Distinguished Visiting Professor an der San Francisco State University sowie 1984/85 Gastprofessor an der Medizinischen Fakultät der Universität Genf. In seiner Zeit in den USA war er zudem Mitarbeiter des Kinsey-Instituts an der Indiana University. 1985 trat er beim ersten großen, von Rosa von Praunheim organisierten AIDS-Benefiz in Deutschland im Berliner Tempodrom auf. 1988 kehrte Haeberle nach Deutschland zurück und wurde Leiter des Fachgebietes Information/Dokumentation im AIDS-Zentrum des Bundesgesundheitsamtes in Berlin. Anfang der 90er-Jahre war er Gründungsmitglied und erster Generalsekretär der European Federation of Sexology. Von 1992 bis 1994 lehrte er als Gastprofessor für Sexualwissenschaft an der Humboldt-Universität zu Berlin. 1994 gründete Haeberle das Archiv für Sexualwissenschaft am Robert Koch-Institut in Berlin, das er von 2001 bis 2014 an der Humboldt-Universität weiterführte. Seither setzte er es in 15 Sprachen auf einem privaten Server als Archive for Sexology fort. Im Vorwort seines 2019 erschienenen Buches Homosexualität. Aufsätze und Vorträge aus 35 Jahren schrieb er über seine eigene Homosexualität.

## Ehrungen
- 2001: Goldmedaille der World Association of Sexology (WAS) für seine Verdienste um die Entwicklung der internationalen Sexualwissenschaft
- 2002: Namenspatron des jährlichen Erwin J. Haeberle Award der Maimonides University in North Miami Beach für die beste Dissertation
- 2002: Dr. William H. Masters Jr. Medaille der American Academy of Clinical Sexologists (AACS) für sein Lebenswerk und lebenslanger „Fellow“ der AACS
- 2004: Auszeichnung der European Federation of Sexology (EFS) für seine wissenschaftlichen Verdienste und für das E-Learning-Projekt „weltweite kostenlose Sexualerziehung“
- 2005: Honorarprofessor der Abteilung Psychiatrie der medizinischen Fakultät der Universität von Hong Kong
- 2006: Goldmedaille der European Federation of Sexology (EFS) für seine Verdienste um die europäische Sexualwissenschaft, insbesondere für seine in mehreren Sprachen frei zugänglichen Online-Kurse zur sexuellen Gesundheit.
- 2008: Clinical Professor ehrenhalber der American Academy of Clinical Sexologists (AACS) und gleichzeitig in den Beirat berufen
- 2008: Wilhelm-von-Humboldt-Stiftungspreis für seine Lebensleistung
- 2008: Honorarprofessor am Family Institute of the University of Hong Kong

## Schriften
- Anfänge der Sexualwissenschaft. Historische Dokumente – Auswahl, Kommentar und Einführung, Ausstellungskatalog. de Gruyter, Berlin / New York, NY 1983, ISBN 3-11-009932-2.
- Die Sexualität des Menschen. Handbuch und Atlas (unter Mitwirkung von Ilse Drews), de Gruyter, Berlin / New York, NY 1983, ISBN 3-11-008753-7.
  - 2. erw. Aufl., de Gruyter, Berlin / New York 1985, ISBN 3-11-010694-9, geb. ISBN 3-11-010693-0, Online-Ausgabe
  - 2. erw. Aufl., de Gruyter, Berlin 1999, brosch. ISBN 3-11-010694-9.
  - Nikol, Hamburg 2000, ISBN 3-933203-22-8.
- Safer Sex. Wie man das Aids-Risiko reduziert. Offizielles Handbuch (Herausgeber). Heyne, München 1987, ISBN 3-453-00538-4.
- AIDS. Beratung, Betreuung, Vorbeugung. Anleitungen für die Praxis (Herausgeber, mit Axel Bedürftig). Walter de Gruyter, Berlin / New York 1983, ISBN 3-11-011267-1.
- Sexualität als sozialer Tatbestand (mit Rolf Gindorf). Gruyter, Berlin 1986, ISBN 3-11-010147-5.
- Sexualitäten in unserer Gesellschaft (mit Rolf Gindorf). Gruyter, Berlin 1989, ISBN 3-11-011373-2.
- Sexualwissenschaft und Sexualpolitik (mit Rolf Gindorf). Gruyter, Berlin 1992, ISBN 3-11-012246-4.
- Bisexualitäten – Ideologie und Praxis des Sexualkontaktes mit beiden Geschlechtern (Herausgeber, mit R. Gindorf). Gustav Fischer Verlag, Stuttgart 1994, ISBN 3-437-11571-5.
- Sexology in Europe. A Directory of Institutes, Resource Centers, Training Programs, and Scientific Journals (Herausgeber, mit Wolfgang Simons). Robert Koch-Institut, 1995, ISBN 3-89606-002-3.
- dtv-Atlas Sexualität (mit Jörg Mair, Illustrationen). dtv, München 2005, ISBN 3-423-03235-9.
- Homosexualität: Aufsätze und Vorträge aus 35 Jahren. Lehmanns Verlag 2019, ISBN 978-3-96543-054-9.
- Auf Zufallswegen zum unerwarteten Ziel. Mein Leben mit der Sexualwissenschaft. Autobiografie. Lehmanns Media GmbH, Berlin 2019, ISBN 978-3-96543-051-8.